# DTM seizoen 2002

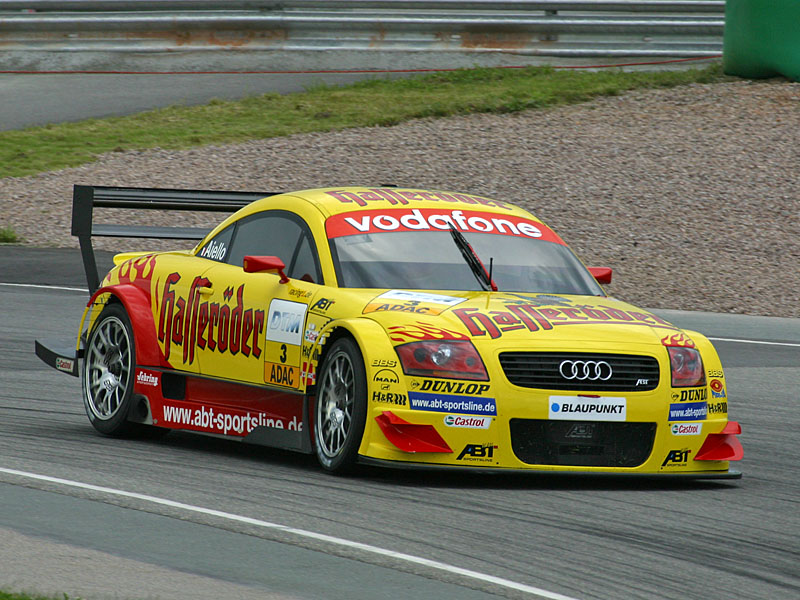
Kampioen Laurent Aïello.

Het DTM seizoen 2002 was het derde seizoen van de Deutsche Tourenwagen Masters, na de hervatting van het kampioenschap in 2000. Het kampioenschap werd gewonnen door Laurent Aïello.

## Races
| Ronde | Circuit        | Datum        | Winnaar         | Auto     |
| ----- | -------------- | ------------ | --------------- | -------- |
| 1     | Hockenheimring | 21 april     | Laurent Aïello  | Audi     |
| 2     | Zolder         | 5 mei        | Laurent Aïello  | Audi     |
| 3     | Donington Park | 19 mei       | Jean Alesi      | Mercedes |
| 4     | Sachsenring    | 2 juni       | Laurent Aïello  | Audi     |
| 5     | Norisring      | 30 juni      | Laurent Aïello  | Audi     |
| 6     | Lausitzring    | 14 juli      | Bernd Schneider | Mercedes |
| 7     | Nürburgring    | 4 augustus   | Uwe Alzen       | Mercedes |
| 8     | A1 Ring        | 8 september  | Marcel Fässler  | Mercedes |
| 9     | Zandvoort      | 29 september | Mattias Ekström | Audi     |
| 10    | Hockenheimring | 6 oktober    | Bernd Schneider | Mercedes |

## Eindrangschikking
| Pos | Coureur            | HOC | ZOL | DON | SAC | NOR | LAU | NÜR | A1R | ZAN | HOC | Ptn |
| --- | ------------------ | --- | --- | --- | --- | --- | --- | --- | --- | --- | --- | --- |
| 1   | Laurent Aïello     | 1   | 1   | DSQ | 1   | 1   | 4   | 2   | 5   | 6   | 6   | 70  |
| 2   | Bernd Schneider    | 4   | 3   | 12  | 2   | 2   | 1   | 3   | 2   | 2   | 1   | 64  |
| 3   | Mattias Ekström    | 2   | 4   | 3   | 7   | 3   | 2   | 10  | 11  | 1   | 2   | 50  |
| 4   | Marcel Fässler     | DNF | 9   | 6   | 4   | DNS | 3   | 4   | 1   | 3   | 5   | 30  |
| 5   | Jean Alesi         | 3   | 10  | 1   | DNF | 4   | 8   | DNF | 3   | 8   | DNF | 24  |
| 5   | Uwe Alzen          | 11  | 7   | DNS | 9   | 5   | DNF | 1   | 4   | 17  | 3   | 24  |
| 7   | Christian Abt      | 7   | 2   | 2   | 16† | DNS | 7   | 9   | 9   | 7   | 13  | 15  |
| 8   | Timo Scheider      | 5   | 5   | DNF | 6   | DNS | 10  | 7   | 8   | 5   | 4   | 10  |
| 9   | Alain Menu         | 9   | 14  | 8   | 3   | DNF | 11  | DNF | 6   | DNF | DNF | 7   |
| 9   | Manuel Reuter      | 17† | 15  | 14† | DNF | 7   | 5   | 6   | 7   | 4   | DNF | 7   |
| 9   | Martin Tomczyk     | DNF | DNF | DNF | DNF | DNS | 9   | 5   | DNF | 18  | DNF | 7   |
| 12  | Christijan Albers  | DNF | 6   | 4   | 8   | 6   | 14  | 17  | 13  | 12  | 9   | 5   |
| 13  | Karl Wendlinger    | 6   | 18  | 5   | DNS | 12  | DNF | 12  | 16  | 19  | DNF | 3   |
| 13  | Joachim Winkelhock | 10  | 17  | DNS | 5   | DNF | 6   | 15  | 19  | 10  | 7   | 3   |
| 15  | Michael Bartels    | 14  | 8   | DNF | 11  | 11  | 17  | 11  | 15  | DNF | DNF | 1   |
|     | Thomas Jäger       | 8   | 19† | 11  | 15  | DNF | 13  | 13  | 17  | 9   | 11  | 0   |
|     | Patrick Huisman    | 12  | 12  | 7   | 14  | 10  | 12  | 18  | 12  | 16  | DNF | 0   |
|     | Yves Olivier       | 13  | DNS | DNF | 12  | 13  | DNF | 19† |     |     |     | 0   |
|     | Marcel Tiemann     | 15  |     |     |     |     |     |     |     |     |     | 0   |
|     | Peter Dumbreck     | 16† | 13  | 10  | 10  | 9   | 15  | 8   | 18  | 13  | 12  | 0   |
|     | Stefan Mücke       | DNF | 11  | 13  | DNF | DNF | 16  | 16  | 14  | 15  | 8   | 0   |
|     | Bernd Mayländer    |     | 16  | 9   | 13  | 8   | DNF | 14  | DNF | 11  | DNF | 0   |
|     | JJ Lehto           |     |     |     |     |     |     |     | 10  |     |     | 0   |
|     | Éric Hélary        |     |     |     |     |     |     |     |     | 14  |     | 0   |
|     | Johnny Cecotto     |     |     |     |     |     |     |     |     |     | 10  | 0   |

| Resultaat                     |
| ----------------------------- |
| Winnaar                       |
| Tweede plaats                 |
| Derde plaats                  |
| Gefinisht (punten)            |
| Gefinisht (geen punten)       |
| Niet geklasseerd (NC)         |
| Uitgevallen (DNF)             |
| Niet gekwalificeerd (DNQ)     |
| Gediskwalificeerd (DSQ)       |
| Niet gestart (DNS)            |
| Gewond (INJ)                  |
| Uitgesloten (EX)              |
| Teruggetrokken (WD)           |
| Niet deelgenomen (blanco cel) |
| vetgedrukt (pole position)    |
| cursief (snelste ronde)       |

† — Coureur is niet gefinisht in de GP, maar heeft meer dan 90% van de race-afstand afgelegd, waardoor hij als geklasseerd genoteerd staat.
| Puntenverdeling | Puntenverdeling | Puntenverdeling | Puntenverdeling | Puntenverdeling | Puntenverdeling | Puntenverdeling |
| Positie         | 1e              | 2e              | 3e              | 4e              | 5e              | 6e              |
| --------------- | --------------- | --------------- | --------------- | --------------- | --------------- | --------------- |
| Race            | 10              | 6               | 4               | 3               | 2               | 1               |
| Kwalificaties   | 3               | 2               | 1               |                 |                 |                 |